# William Wilson Morgan
William Wilson Morgan (3 de enero de 1906 - 21 de junio de 1994) fue un astrónomo y astrofísico. El tema principal en el trabajo del Dr. Morgan fue la estelaridad y la clasificación de galaxias. También es conocido por ayudar a probar la existencia de brazos en espiral en nuestra galaxia. Además de sus logros científicos, fue profesor y director de astronomía de la Universidad de Chicago, y fue el editor gerente de la revista Astrophysical Journal de George Hale.

## Logros científicos
Junto con Philip Keenan desarrolló el Sistema MK para la clasificación de estrellas a través de su espectro. También desarrolló varios sistemas de clasificación morfológica de las galaxias, incluyendo los primeros sistemas que utilizaron las propiedades físicas y cuantificables de las galaxias, en oposición a las simples estimaciones cualitativas del globo ocular favorecidas por Edwin Hubble. Él inventó la ahora ampliamente usada clasificación cD para galaxias masivas en los centros de cúmulos de galaxias. En 1970, junto con la astrónoma Laura P. Bautz, crearon el esquema de cúmulos todavía utilizado clasificación de Bautz-Morgan, que identifica a las galaxias que contienen cD como los cúmulos más ricos, tipo I.
Trabajó en el Observatorio Yerkes durante gran parte de su carrera, incluyendo la dirección de 1960 a 1963. Junto con Donald Osterbrock y Stewart Sharpless, usó mediciones de distancia de O y estrellas de tipo B para mostrar la existencia de brazos espirales en la Vía Láctea.
Durante un tiempo, Morgan fue editor jefe del Astrophysical Journal, una publicación iniciada originalmente por George Hale para promover la cooperación científica entre los astrofísicos del mundo.

## Educación
Morgan asistió a la Universidad Washington y Lee pero se fue justo antes del comienzo de su último año. Comenzó a trabajar como asistente de investigación en el Observatorio Yerkes y comenzó a tomar clases allí (Yerkes está afiliado a la Universidad de Chicago). Morgan se graduó de la Universidad de Chicago en 1927 con una licenciatura en Ciencias sobre la base de los créditos transferidos desde Washington y Lee combinados con sus cursos posteriores en el Observatorio Yerkes. Mientras estaba en la UC/Yerkes, Morgan continuó sus estudios de postgrado y recibió un doctorado en diciembre de 1931.

## Profesorado
Después de completar su doctorado, el Dr. Morgan continuó en la Universidad de Chicago y se convirtió en profesor asistente en 1936, profesor titular en 1947, y fue promovido a profesor distinguido de servicio en 1966.
El Dr. Morgan fue presidente del Departamento de Astronomía de la UC de 1960 a 1966.

## Honores
Premios y distinciones
- Medalla Bruce (1958)[4]>.
- Henry Norris Russell Lectureship (1961).[5]
- Miembro de la Academia Americana de Artes y Ciencias (1964)[6]
- Medalla Henry Draper de la Academia Nacional de Ciencias (1980)[7]
- Medalla Herschel (1983)

Nombrado en su honor
- Asteroide 3180 Morgan